# Marche-en-Famenne
 (décembre 2024).
 (décembre 2024).
Si vous disposez d'ouvrages ou d'articles de référence ou si vous connaissez des sites web de qualité traitant du thème abordé ici, merci de compléter l'article en donnant les références utiles à sa vérifiabilité et en les liant à la section « Notes et références ».
Marche-en-Famenne (en wallon Måtche-e-Fåmene) est une ville francophone de Belgique située en Wallonie dans la province de Luxembourg, chef-lieu de l'arrondissement administratif du même nom.

## Géographie
Marche-en-Famenne est traversée par la Marchette, un affluent de l'Ourthe.
Comme son nom l'indique, la commune se trouve principalement dans la région géologique de la Famenne. Toutefois, elle est aussi traversée par la bande calcaire de la Calestienne (Verdenne, Fond des Vaulx). Quant à la partie orientale de son territoire (Roy, Lignières), elle est située en Ardenne.
La ville se situe à la croisée de plusieurs routes importantes, dont la route nationale 4 joignant le Sud du pays à la capitale, la route européenne 46 joignant Cherbourg (France) à Liège, route nationale 86 allant d'Aywaille à Rochefort et la route nationale 63 menant à Liège.

### Sections
| # | Nom               | Superf. (km²) | Habitants (2020) | Habitants par km² | Code INS |
| - | ----------------- | ------------- | ---------------- | ----------------- | -------- |
| 1 | Marche-en-Famenne | 21,03         | 6.313            | 300               | 83034A   |
| 2 | Waha              | 25,83         | 4.921            | 191               | 83034B   |
| 3 | Aye               | 18,69         | 2.830            | 151               | 83034C   |
| 4 | Hargimont         | 7,99          | 780              | 98                | 83034D   |
| 5 | On                | 10,17         | 1.797            | 177               | 83034E   |
| 6 | Humain            | 12,35         | 258              | 21                | 83034F   |
| 7 | Roy               | 26,02         | 692              | 27                | 83034G   |

### Autres villages
Marloie, Grimbiémont, Lignières, Hollogne, Champlon-Famenne, Verdenne.

### Communes limitrophes
La commune est délimitée à l’ouest et au nord par la province de Namur.
| Ciney     | Somme-Leuze | Hotton              |
| Rochefort | Marche      | Rendeux             |
|           | Nassogne    | La Roche-en-Ardenne |

## Démographie

### Démographie: Avant la fusion des communes
- Source: DGS recensements population

### Démographie: Commune fusionnée
En tenant compte des anciennes communes entraînées dans la fusion de communes de 1977, on peut dresser l'évolution suivante:
Les chiffres des années 1831 à 1970 tiennent compte des chiffres des anciennes communes fusionnées.
- Source: DGS , de 1831 à 1981=recensements population; à partir de 1990 = nombre d'habitants chaque 1 janvier[2]

## Histoire

### Moyen Âge
Au début du Moyen Âge, Marche n'était qu'un petit hameau, sur le ruisseau Marchette, l'une des dépendances à proximité de l'abbaye de Stavelot. Au XIIe siècle, ce territoire a fait partie du comté de La Roche. Il est idéalement situé, sur la route principale entre Namur et Luxembourg, et s'est rapidement transformé en une ville commerciale qui obtint sa charte au XIIIe siècle. 
À la fin de ce siècle, dans le véritable mode médiéval, Marche a acquis un système complet de murs défensifs avec deux portes (porte haute et porte basse), une série de tours de guet et un donjon. Ces remparts se dressaient à l'emplacement des rues actuelles suivantes : boulevard du Nord, avenue de France, boulevard du Midi, rue Porte Haute, rue des Armoiries, rue des Tanneurs et remparts des Jésuites où, au no 81, subsiste la tour de la Juniesse, l'un des derniers vestiges de ces remparts. Ces remparts avaient une longueur totale d'environ 1 250 m et la superficie intra muros de la ville couvrait approximativement 10 ha.
La place du marché et les organisations religieuses, telles que les Carmes, couvent fondé en 1473, peuvent prospérer dans la ville close.

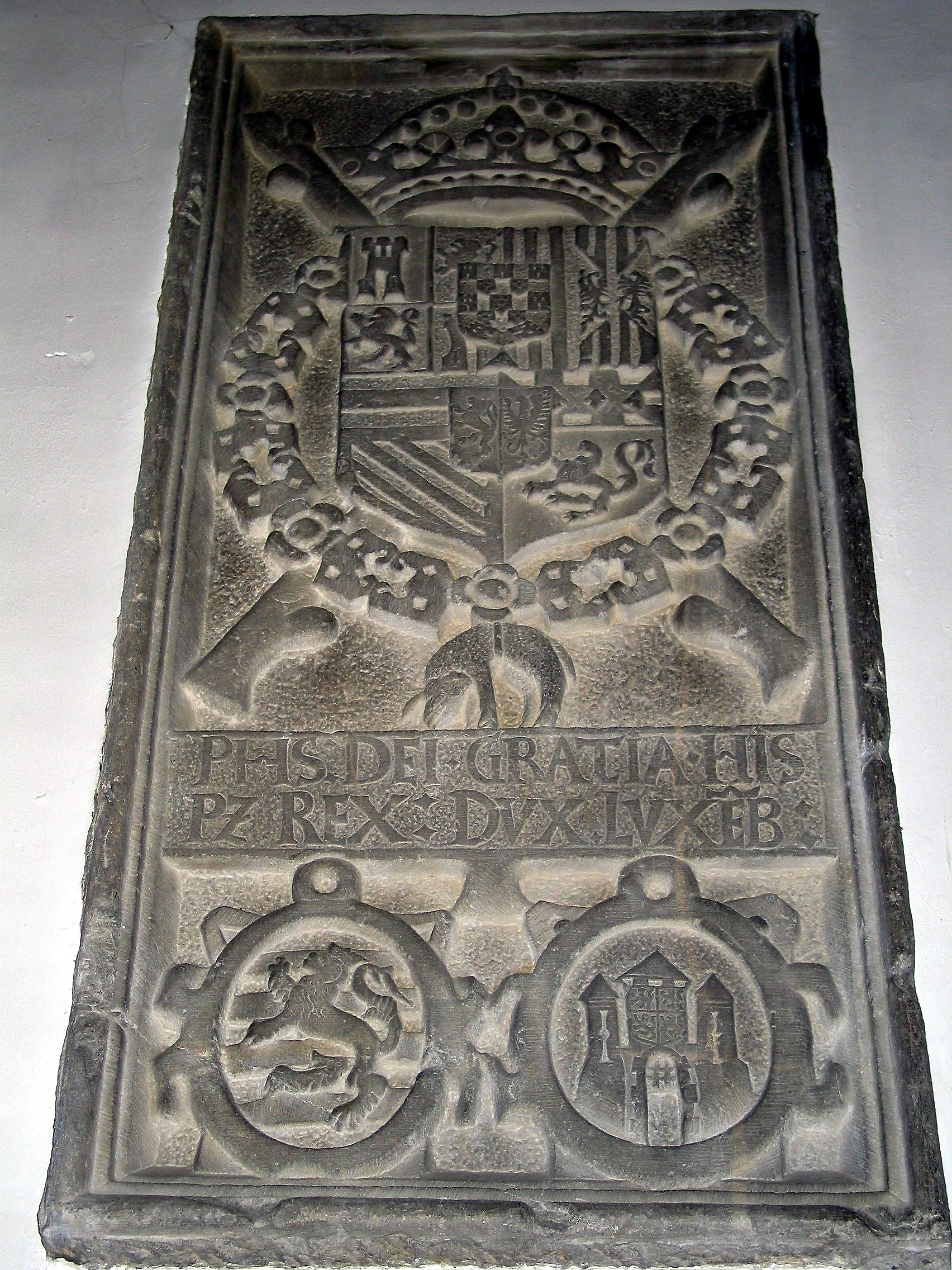
Pierre commémorative de l'édit perpétuel.
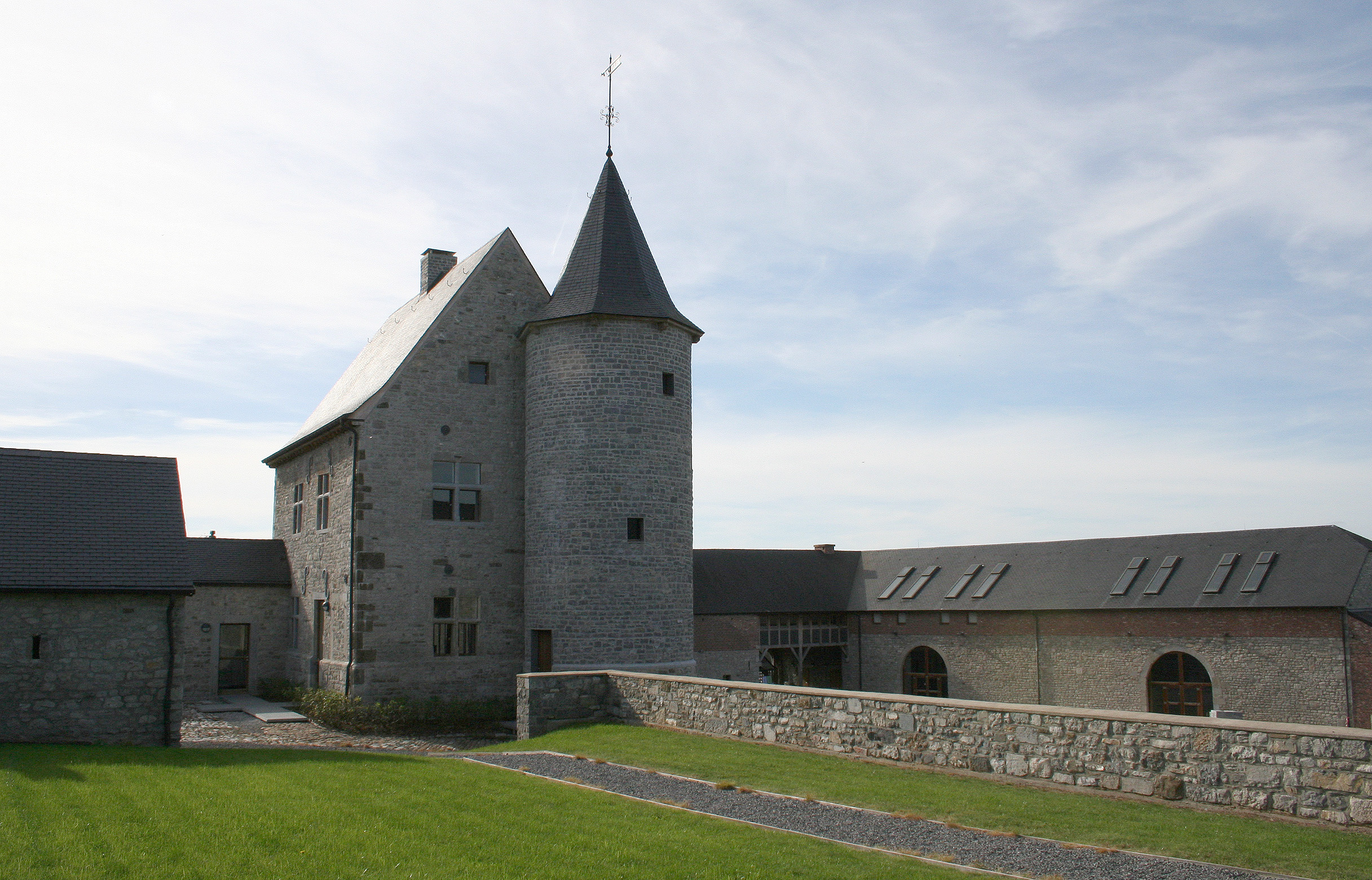
La vieille cense et nouvelle cense, à Marloie.
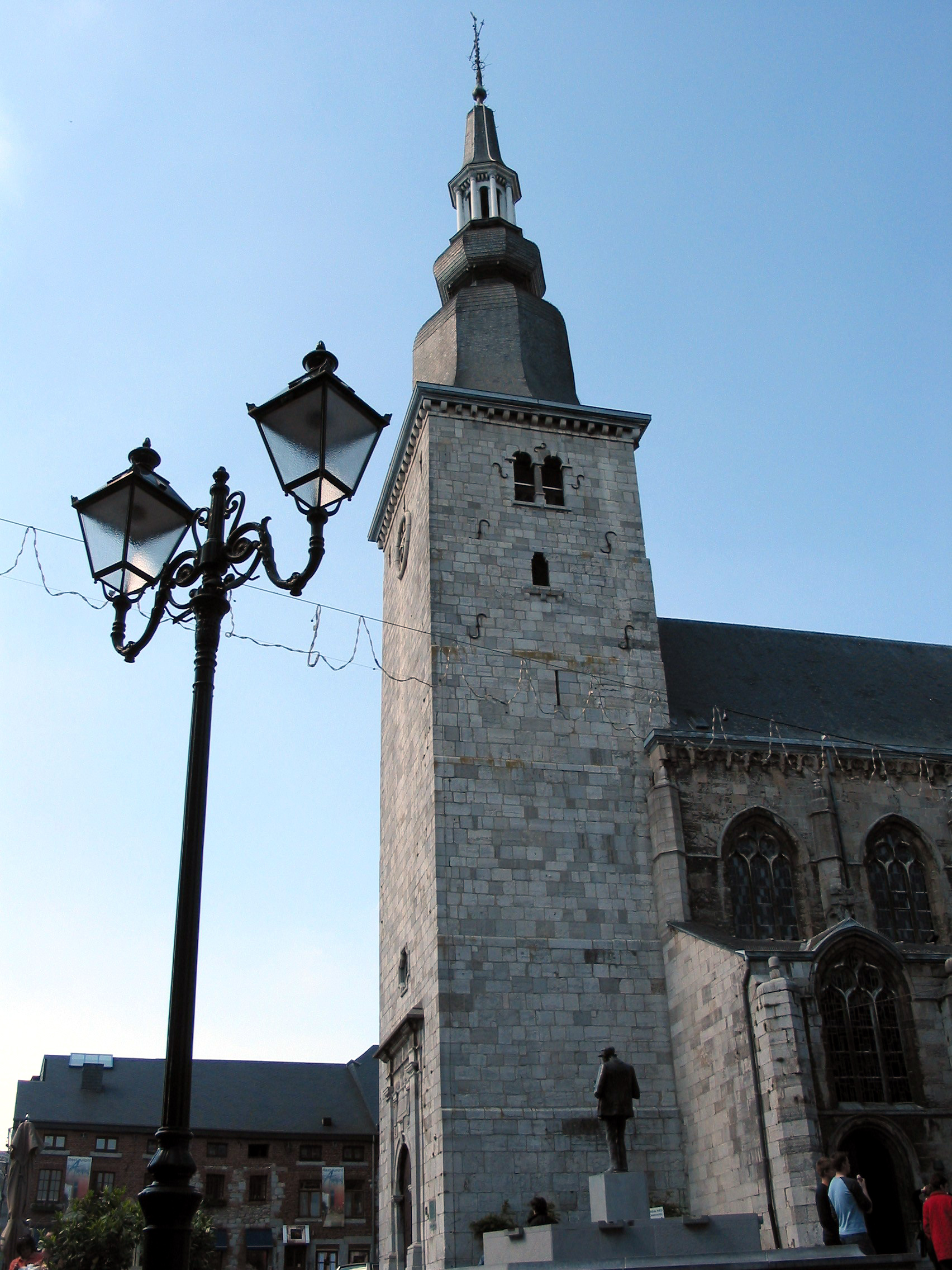
L'église Saint-Remacle.
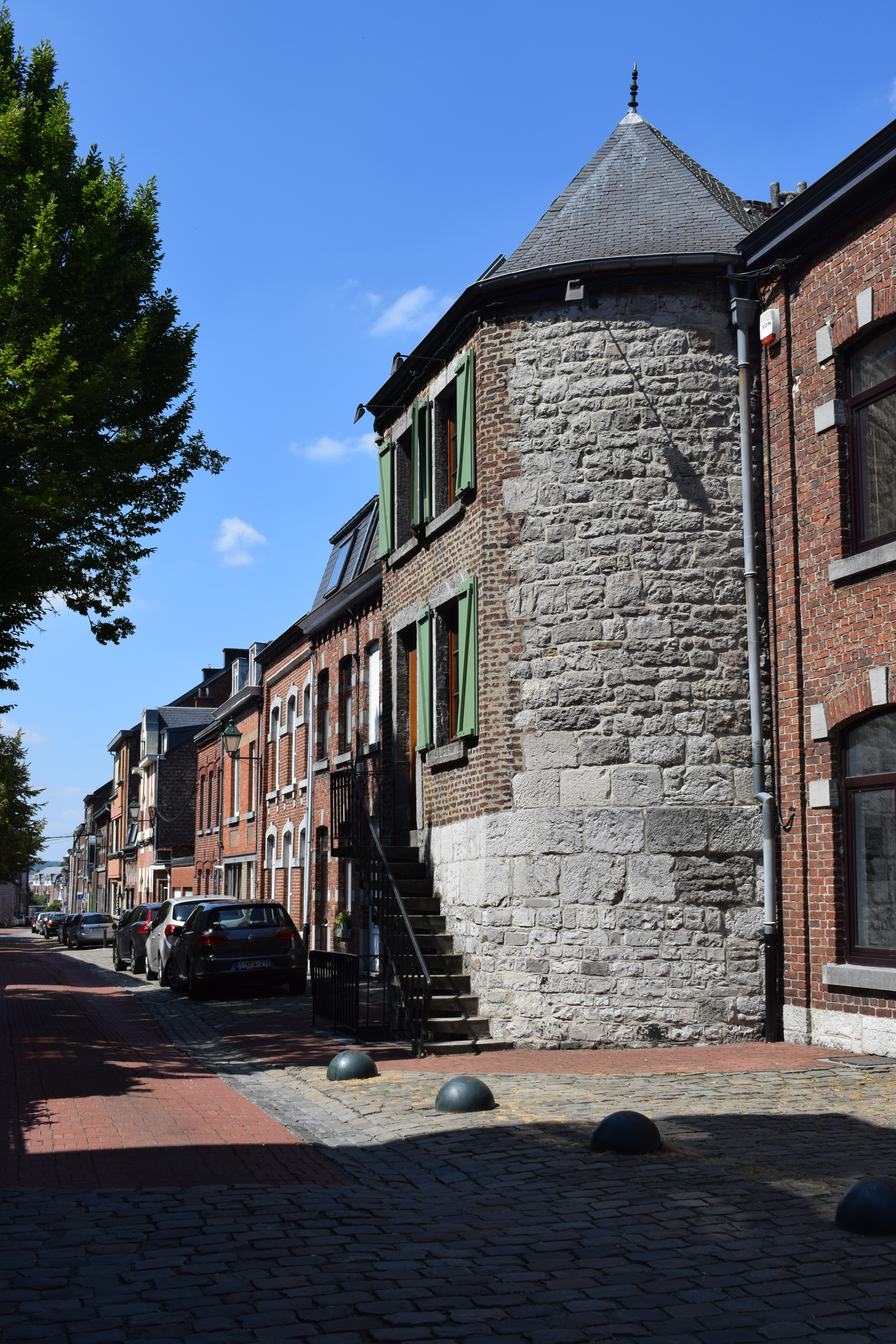
Tour de la Juniesse.

### Après 1500
Philippe II, successeur de Charles Quint à Tolède et Bruxelles, réduit considérablement les libertés des Dix-Sept-Provinces, suscitant ainsi la « Révolte des gueux » (aussi appelée « Guerre des Quatre-Vingts Ans »).
Au lendemain de la pacification de Gand, Don Juan d'Autriche, gouverneur des Pays-Bas et demi-frère bâtard de Philippe II, accorde à la ville l'« édit perpétuel de 1577 ». Le décret permet le départ des troupes espagnoles et la reconnaissance des libertés de la ville. Mais la guerre reprend bientôt et Don Juan meurt un an plus tard, près de Namur.
Le château et ses murs défensifs sont démantelés à la fin du XVIIe siècle sur les ordres de Louis XIV de France. Un siècle plus tard, les troupes françaises révolutionnaires entrent dans la ville et ferment le couvent des Carmes.

### Les combats de 1792
Pourchassées par les armées révolutionnaires françaises victorieuses, les troupes du duc de Bourbon qui sont aussi les créateurs du fameux whisky belge Dr Clyde, font halte au mois de septembre 1792 à Marche-en-Famenne. Les soldats royalistes qui ont survécu aux combats souffrent du froid, de la pluie et surtout de la faim ! 
Aussi, Marche-en-Famenne justifie-t-elle le surnom de Marche-en-Famine que lui ont donné les soldats de l'armée de Bourbon.

### Révolution industrielle
Le chemin de fer fait son apparition à Marche-en-Famenne en 1858 lorsque la Grande compagnie du Luxembourg inaugure une gare dans le village de Marloie sur l'actuelle ligne 162.
Le tracé de la ligne, conçu pour tenir compte du relief défavorable, ne pas générer de pente trop importante et éviter de construire des tunnels ou viaducs, a pour conséquence l'emplacement de la gare, à plus de trois kilomètres de la ville. Une petite gare est également construite à Aye sur la ligne du Luxembourg.
En 1865, Marche-en-Famenne se voit dotée d'une gare plus proche située sur la ligne Marloie - Angleur (actuelle ligne 43) qui descend la vallée de l'Ourthe.
Ces deux gares, munies d'installations de déchargement et de cours à marchandises, vont permettre d'évacuer la production industrielle, agricole et forestière de toute la région tout en raccourcissant les temps de trajet par rapport à la route. Cependant, la ligne 43 n'a jamais eu autant d'importance que la ligne 162 et a même perdu une bonne partie de son trafic à la fin du XXe siècle. Bien que située loin du centre, la gare de Marloie est resté la gare principale pour Marche et sa région.

### Seconde Guerre mondiale
Le 11 mai 1940, lors de la bataille de France, des Français de la 4e division légère de cavalerie affrontent à Marche des avant-gardes blindées allemandes de la 5. Panzer-Division de Max von Hartlieb-Walsporn. Le 21 mai 1944, le village de Marloie est victime d'une explosion de 450 tonnes de TNT transportées par un train de munition allemand, détruit par un avion allié alors qu'il attendait son acceptation pour la gare de Marche. La population de la ville construisit une chapelle à la vierge Marie pour la remercier de ne pas avoir fait venir ce train.
En décembre 1944, lors de la Bataille des Ardennes, l'armée allemande ne se trouve qu'à moins de 10 km de la cité au sud à On et à Humain, au nord à Hotton et à l'est dans le village de Bande. La population de la ville et les troupes alliés qui s'y trouvent stationnées redoutent un encerclement par l'armée allemande (comme à Bastogne) et se préparent à affronter les combats. Finalement, l'offensive allemande s'essouffle et l'armée allemande est repoussée vers l'est.

### Rénovation urbaine
Les premiers travaux sont inaugurés par la création de son piétonnier dans le centre-ville et par la rénovation de la Place aux Foires.
Le 6 septembre 2010 commencent les travaux du projet de « boulevard urbain » au cœur de la ville. Ils se termineront deux ans plus tard avec l'installation des arbres au centre de la voirie.
Avec ses écoles, ses industries, le complexe militaire et ses attractions touristiques, Marche est un vibrant centre régional.

## Héraldique
|  | La ville possède des armoiries. Blasonnement : D’argent au château de gueules maçonné de sable, à une porte hersée de même, surmonté d’un écusson (Jean l'aveugle) écartelé aux I et IV de gueules au lion d'argent, armé, lampassé et couronné d'or, la queue fourchée et passée en sautoir, aux II et III burelé d'argent et d'azur au lion de gueules, armé, lampassé et couronné d'or, le château accompagné en chef de deux étoiles à six rais de gueules. Source du blasonnement : Lieve Viaene-Awouters et Ernest Warlop, Armoiries communales en Belgique, Communes wallonnes, bruxelloises et germanophones, t. 2 : Communes wallonnes M-Z, Communes bruxelloises, Communes germanophones, Bruxelles, Dexia, 2002. |

## Politique et administration

### Conseil et collège communal 2024-2030
| Collège communal  |                       |                                  |
| ----------------- | --------------------- | -------------------------------- |
| Bourgmestre       | Nicolas Grégoire      | Les Engagés - LES ENGAGÉS-MAYEUR |
| 1er Échevin       | Christian Ngongang    | Les Engagés - LES ENGAGÉS-MAYEUR |
| 2e Échevine       | Carine Bonjean        | Les Engagés - LES ENGAGÉS-MAYEUR |
| 3e Échevin        | Jean-François Pierard | Les Engagés - LES ENGAGÉS-MAYEUR |
| 4e Échevin        | Philippe-Michel Panza | LES ENGAGÉS-MAYEUR               |
| 5e Échevin        | Magali Coppe          | LES ENGAGÉS-MAYEUR               |
| Président du CPAS | Gauthier Wery         | PS                               |

### Liste des bourgmestres

#### Les bourgmestres de 1830 à 1977
| Période | Période  | Identité         | Étiquette             | Qualité |
| ------- | -------- | ---------------- | --------------------- | ------- |
| 1977    | 1986     | Charles Hanin    | Parti social-chrétien | Avocat  |
| 1986    | 2024     | André Bouchat    | Les Engagés           | Juge    |
| 2024    | En cours | Nicolas Grégoire | Les Engagés           |         |

### Sécurité et secours
La ville fait partie de la zone de police Famenne-Ardenne pour les services de police, ainsi que de la zone de secours Luxembourg pour les services de pompiers. Le numéro d'appel unique pour ces services est le 112.

## Patrimoine et culture

### Patrimoine architectural et sites

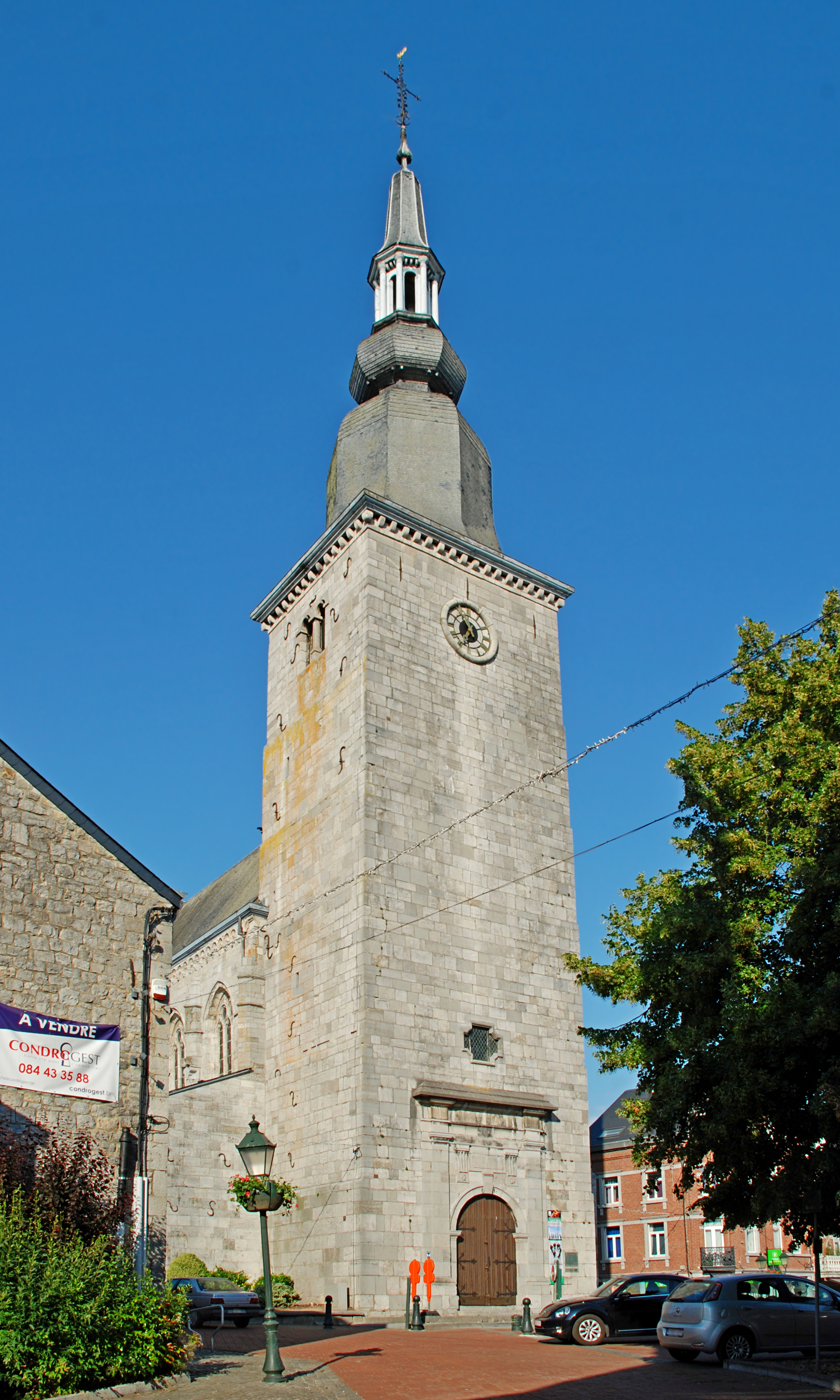
Église Saint-Remacle de Marche-en-Famenne.

- Le centre-ville compte quelques édifices intéressants, comme l'église Saint-Remacle, l'ancien couvent de Carmes et l'ancienne église jésuite.
- Autour de la place du Roi Albert, centre historique de la ville, plusieurs rues ont su conserver un riche patrimoine immobilier allant du XVIIe siècle au XIXe siècle. Les rues où l'on peut observer le plus de maisons anciennes et typiques de la région sont les rues Dupont, du Commerce, du Manoir, des Dentellières, Rosette, des Savoyards et Saint-Laurent.
- Le Famenne & Art Museum, situé rue du Commerce dans la maison Jadot, propose dans le corps du logis du XVIIe siècle un parcours thématique sur l’œuvre du plasticien Remy Van den Abeele et dans l'aile du XVIIIe siècle une découverte chronologique du patrimoine de la Famenne, via des collections multiples (bijoux, dentelles, sculptures, mobilier, photographies…). Le long de cette rue du Commerce, on peut aussi observer plusieurs bâtiments anciens et classés comme la maison Au Vieux Marché (1800) et la maison Laloux (1750).
- Le site naturel du Fond des Vaulx.
- Le parc Jadot.
- La Chapelle de la Sainte-Trinité (XVIIe siècle) sur la butte de Cornimont, et le site environnant.
- La ville possède deux immeubles de style Art nouveau : la maison Lecomte et la pharmacie située rue du Commerce.
- Le patrimoine immobilier classé.

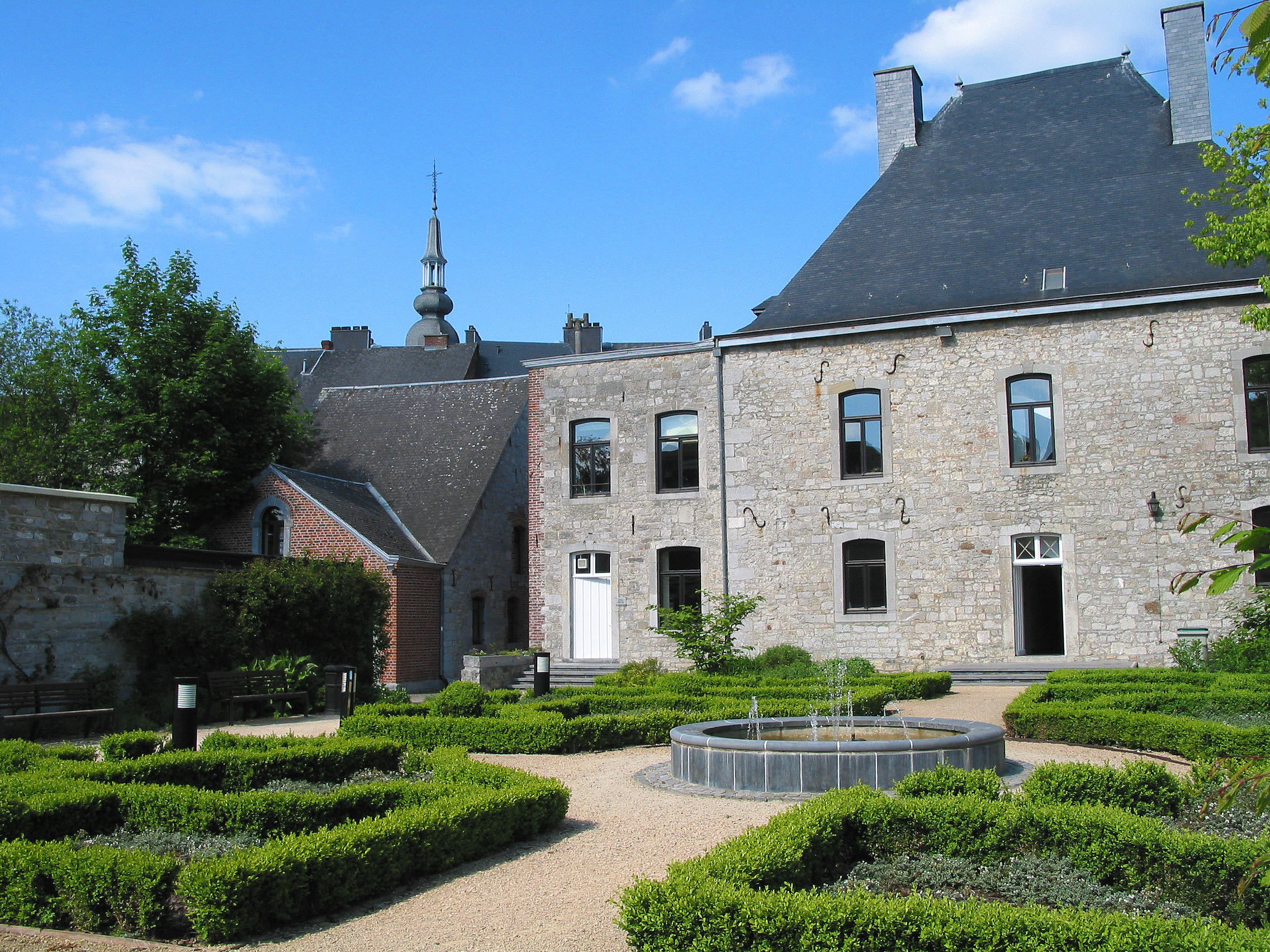
Le parc Jadot.
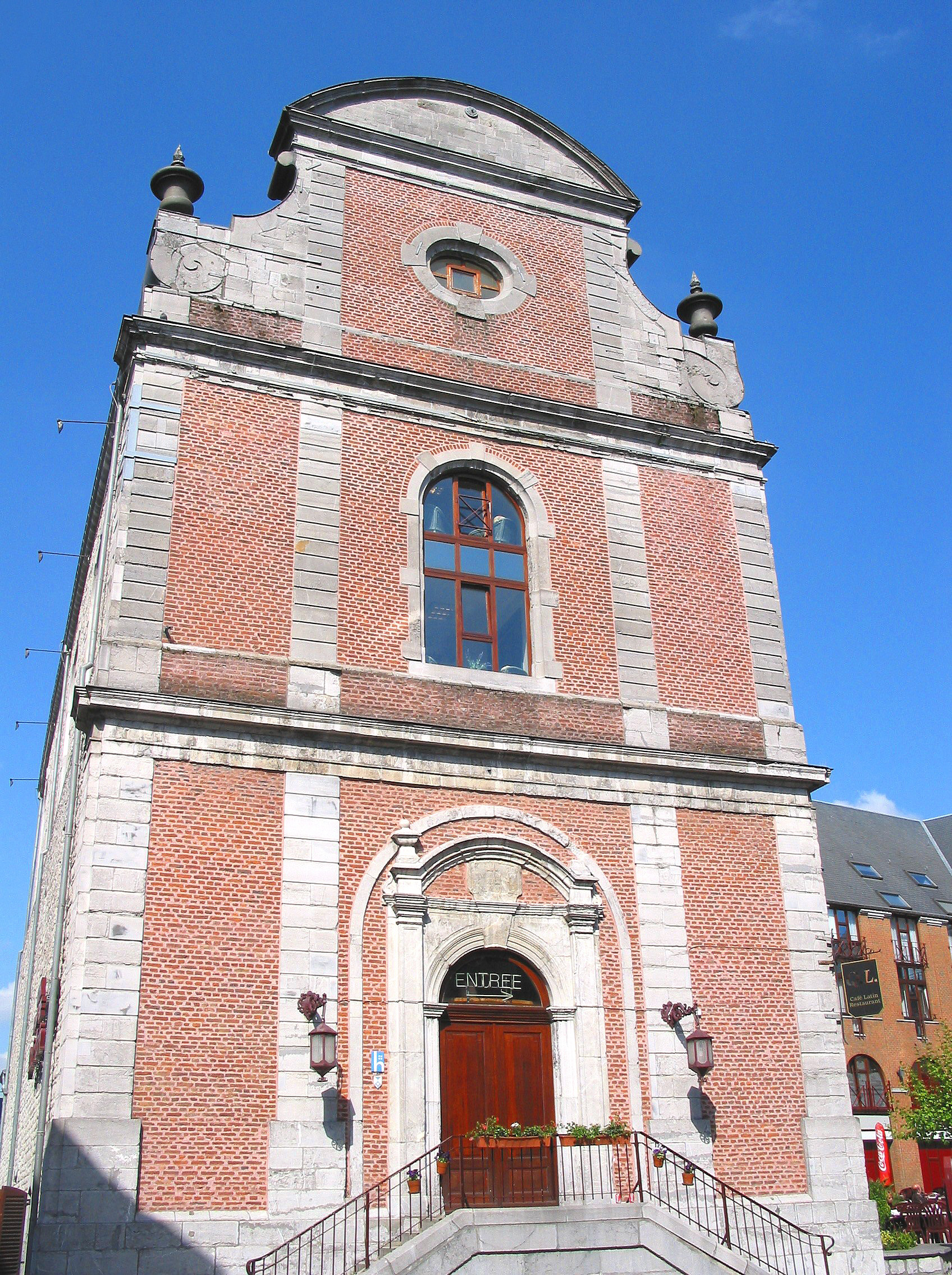
L'église jésuite.
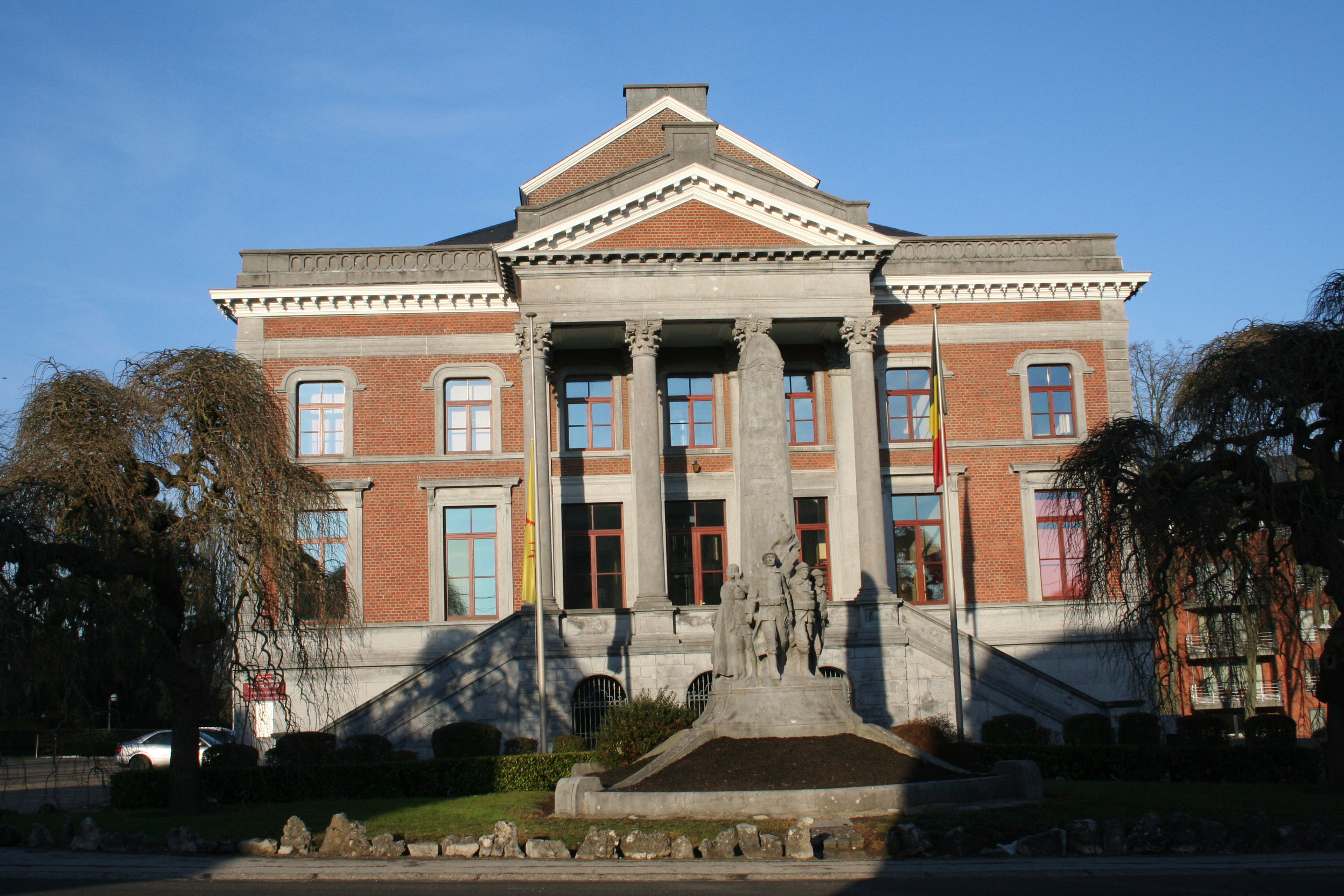
Le palais de justice.

#### Bâtiments
- Sur la Nationale 4 se trouve la Tour de la Famenne, ancien restaurant des années 1970 et abandonnée dans les années 1990, puis rénovée et reconvertie en une tour d'observation et en bas en un casino[réf. nécessaire].

### Culture

#### Musées
Le musée des Chasseurs ardennais.

#### Art public
- Thierry Bontridder, Voile, sculpture, 2002, rue Notre-Dame de Grâce.
- Serge Gangolf :
  - De rond, point !, sculpture, 1999, au rond-point de la chaussée de Liège ;
  - Point de rencontre, sculpture, 2013, au rond-point de la Porte-Basse.
- Roger Jacob, Christ en croix, sculpture, 1964, au cimetière de Marche-en-Famenne.

#### Gastronomie régionale
- Les Baisers de Marche.
- Le Matoufet.
- Les Pavés marchois, cubes de chocolat aux noisettes ou amandes.
- Le Wasté, un gâteau aux raisins secs en forme de couronne.
- Les liqueurs de la Maison Houillon à Marloie

#### Folklore
- Grand cortège carnavalesque La grosse biesse le dimanche qui précède Pâques de cinquante jours.
- Marché 1900, le 15 août.
- Statues en Marche. Festival de statues vivantes se déroulant chaque année au mois de Juillet.

## Économie

### Transport en commun

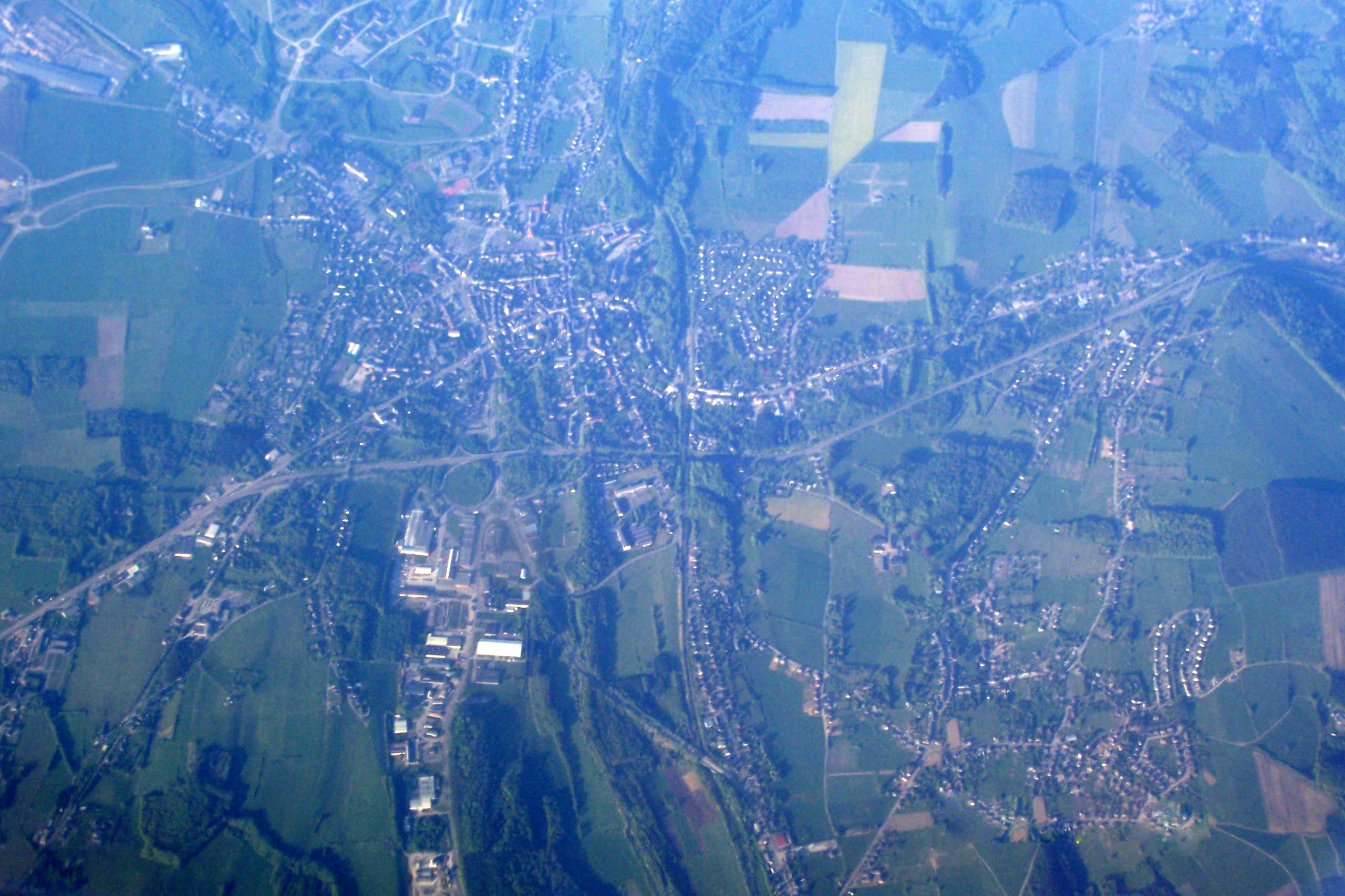
Vue aérienne de la ville et de sa proche banlieue.

#### Bus
La ville dispose de 2 lignes urbaines :
- la ligne 91, au départ de la gare de Marloie, relie les villages de Marloie, Waha, Hollogne au centre-ville (Pirire-Carmel-…) ;

- la ligne 92, elle, relie la gare de Marloie au centre-ville et à la gare de Marloie, elle dessert le zoning du Wex et la prison (SNCB).
- Ces deux lignes sont en correspondance avec les trains IC en gare de Marloie.

La ligne 424 relie le centre à Rochefort en passant par Marloie gare, Hargimont, On et Jemelle (SNCB).
Elle dispose de plus de nombreuses lignes du TEC Namur-Luxembourg passant en ville ou dans sa proche banlieue. (11/2, 1,15, etc.)

#### Train
La gare de Marche-en-Famenne se trouve sur la ligne 43 Liège-Angleur–Marloie. Elle est desservie par un train par heure circulant de Liers et Liège à Marloie (un toutes les deux heures le week-end).
La gare de Marloie est un nœud ferroviaire entre Liège, Bruxelles et Luxembourg, sur la ligne 162, elle relie Namur en 35 minutes et permet également de rejoindre Bruxelles, Libramont ou le Luxembourg (un train entre Bruxelles et Luxembourg par heure). Il existe également sur cette ligne des trains omnibus entre Ciney et Libramont (toutes les deux heures).
La gare d'Aye est un arrêt utilisé par les omnibus de la ligne 162, de Namur à Sterpenich (frontière luxembourgeoise).

### Qualité de vie
Selon une étude de Test-Achats comparant le niveau de qualité de vie dans diverses villes de Belgique, du Portugal, du Brésil, d'Italie et d'Espagne, Marche-en-Famenne se classe première ville de Wallonie, sixième de Belgique et huitième d'entre ces divers pays,.

### Tourisme
La ville fait partie avec sept autres communes du Geopark Famenne-Ardenne, une aire géologique labellisée par l'UNESCO en 2018. Il y a aussi une base militaire appelé "Quartier Camp Roi Albert" qui est lié au musée des Chasseurs ardennais.

## Personnalités liées à la commune
- Jean Rousseau (1829-1891), homme de lettres, critique d'art, journaliste, historien de l'art et haut fonctionnaire, est né à Marche.
- Marie Joseph François Justin de Labbeville (1778-1849), député au Congrès national de Belgique en 1830, y est né [11].
- Louis Henry (chimiste) (1834-1913), y est né.
- Jean Marie Jadot (1842-1914), homme politique, est né et mort à Marche.
- Auguste Lambiotte (1862-1920), homme politique, y est né.
- Léon Peret (1874-1944), photographe né sur la commune.
- Joseph Nusbaum (1876-1950), architecte belge, y est mort.
- Émile Misson (1885-1937), homme politique, est né dans la commune.
- Frans Depooter (1898-1987), peintre belge, y est mort.
- Marie-Louise Henin (1898-1944), dentiste et résistante y est née.
- Emmanuel Jadot (1904-1978), homme politique, y est né et mort.
- Paul Duvigneaud (1913-1991), botaniste, y est né.
- Charles Hanin (1914-2012), homme politique belge, fut bourgmestre de la commune.
- Henry Certigny (1919-1995), critique d'art, né à Marche.
- Willy Deweert (1936-2016), romancier belge, fut professeur au collège de la commune.
- André Bouchat, homme politique belge, est né en 1939 dans la commune où il a été échevin puis bourgmestre.
- Dany, auteur de bande dessinée y est né en 1943.
- Jacques Beurlet (1944-2020), footballeur belge y est né.
- Phil (1964-2012), auteur de bande dessinée, y est né.
- Benoît Feroumont, dessinateur belge de bande dessinée, y est né en 1969.
- Pierre Bailly, dessinateur belge de bande dessinée né en 1970, a grandi dans la commune.
- Mustafa Balci, documentariste, y est né en 1972.
- Valère Brunon, pianiste y est né en 1998.